# Monodelphis
Monodelphis is een geslacht van zoogdieren uit de  familie van de Opossums (Didelphidae). Het geslacht telt 24 soorten in 5 ondergeslachten.

## Soorten
- Ondergeslacht Microdelphys
  - Monodelphis americana (Müller, 1776) – Gestreepte buidelspitsmuis
  - Monodelphis gardneri (Solari, Pacheco, Vivar, & Emmons, 2012)[3]
  - Monodelphis iheringi (Thomas, 1888)
  - Monodelphis scalops (Thomas, 1888)

- Ondergeslacht Monodelphiops
  - Monodelphis dimidiata (Wagner, 1847)
  - Monodelphis unistriata (Wagner, 1842)

- Ondergeslacht Monodelphis
  - Monodelphis arlindoi (Pavan, Rossi, & Schneider, 2012)[4]
  - Monodelphis brevicaudata (Erxleben, 1777)
  - Monodelphis domestica (Wagner, 1842) – Huisbuidelspitsmuis
  - Monodelphis glirina (Wagner, 1842)
  - Monodelphis palliolata (Osgood, 1914)
  - Monodelphis sanctaerosae (Voss, Pine, & Solari, 2012)[5]
  - Monodelphis touan (Shaw, 1800)[4]
  - Monodelphis vossi (Pavan, 2019)[6]

- Ondergeslacht Mygalodelphys
  - Monodelphis adusta (Thomas, 1897)
  - Monodelphis handleyi (Solari, 2007)[7]
  - Monodelphis kunsi (Pine, 1975)
  - Monodelphis osgoodi (Doutt, 1938)
  - Monodelphis peruviana (Osgood, 1913)[7]
  - Monodelphis pinocchio (Pavan, 2015)[8]
  - Monodelphis reigi (Lew & Pérez-Hernández, 2004)
  - Monodelphis ronaldi (Solari, 2004)
  - Monodelphis saci (Pavan, Mendes-Oliveira, & Voss, 2017)[9]

- Ondergeslacht Pyrodelphys
  - Monodelphis emiliae (Thomas, 1912)